# Soldat
A Soldat egy 2002-ben megjelent 2D-s shareware akciójáték.
A játékot a lengyel Michał Marcinkowski készítette Delphi programozási nyelven Windows alá. Az első, 0.9.4b verzió 2002. május 9-én, az 1.3.1-es verzió 2005. december 9-én jelent meg. A shareware játék ingyen letölthető, viszont egyes elemek használatához 15 dolláros (az 1.3.2.-es verzió előtt 9 dollár) regisztrációs díjat kell fizetni.
A játékot olyan ,,klasszikusok" inspirálták, mint a Liero vagy a Worms, de egyes elemeit a Counter-Strike és a Quake játékokból kölcsönzi. Minimális rendszerkövetelménye 333 MHz CPU, 32 MB RAM, DirectX 8.1, irányításához billentyűzet és egér szükséges.
A játékban egy katonát irányíthatunk, akinek beállítható tulajdonságai (haj, bőrszín, öltözködés). Általában internetes vagy LAN hálózatokon játsszák, de botok ellen offline is használható.

## Játékmódok
- DeathMatch
- RamboMatch
- PointMatch
- Capture the Flag
- Infiltration
- TeamMatch
- Hold the Flag.
- Trenchwars
- Tactical Trenchwars
- Last Stand

## Külső hivatkozások
- Hivatalos weblap
- Hivatalos magyar weblap